# Kasalanjokisuu
Kasalanjokisuu este o arie protejată (arie specială de conservare — SAC, sit de importanță comunitară — SCI) din Finlanda întinsă pe o suprafață de 1.061 ha, integral pe uscat.

## Localizare
Centrul sitului Kasalanjokisuu este situat la coordonatele 61°55′18″N 21°23′30″E / 61.9217°N 21.3917°E.

## Înființare
Situl Kasalanjokisuu a fost declarat sit de importanță comunitară în august 1998 pentru a proteja un număr necunoscut de specii din flora spontană și fauna sălbatică aflate în arealul zonei. Situl a fost protejat și ca arie specială de conservare în aprilie 2015.

## Biodiversitate
Situată în ecoregiunea boreală, aria protejată conține 11 habitate naturale: Estuare, Recifuri, Faleze cu vegetație de pe coastele atlantice și baltice, Pășuni de coastă din Baltica boreală, Liziere de ierburi înalte hidrofile de câmpie și de nivel montan până la alpin, Păduri fino-scandinave bogate în ierburi cu Picea abies, Păduri caducifoliate de mlaștină fino-scandinave, Păduri aluvionare cu Alnus glutinosa și Fraxinus excelsior (Alno-Padion, Alnion incanae, Salicion albae), Vegetație perenă pe țărmurile stâncoase, Păduri naturale în etape succesive primare ale suprafețelor emergente de coastă, Vegetație anuală la limita mareei.
La baza desemnării sitului se află un număr nedeclarat de specii protejate.
Pe lângă speciile protejate, pe teritoriul sitului au mai fost identificate 7 specii de păsări.